# Caridad González Cerviño
Caridad González Cerviño, nacida en 1961, es una política gallega del PSdeG-PSOE. Fue alcaldesa de Muros desde el 11 de junio de 2011 hasta el 13 de junio de 2015, puesto que ya había ocupado entre2004 hasta 2007. 

## Trayectoria
Fue elegida concejal enMuros por elPSdeG-PSOE en las elecciones municipales de 2003, siendo alcalde Celestino Formoso. Tras la muerte de este en junio de 2004 fue elegida alcaldesa de Muros y continuó el gobierno de coalición entre el PSdeG y el BNG hasta junio de2006, cuando rompió el acuerdo con los nacionalistas y continuó el gobierno en minoría hasta el final de lalegislatura en 2007.
En las elecciones municipales de 2007 fue cabeza de lista de su partido, siendo este el más votado y quedando a sólo un concejal de la mayoría absoluta; pero esto no significó su reelección como alcaldesa, ya que el dirigente delBNG, Domingos Dosil, llegó un acuerdo con el PPdG para su investidura como alcalde.
En las elecciones municipales de 2011 volvió a presentarse a la alcaldía por el PSdeG-PSOE consiguiendo resultados similares a los de2007, pero en esta ocasión sí pudo ser invertida alcaldesa, ya que el BNG y el PPdG no unieron sus votos.
En las municipales de 2015 también fue cabeza de lista del PSdeG-PSOE, perdiendo más de 500 votos y pasando de 6 a 4 concejales, quedando cómo lista más votada el PPdG, y ante la falta de acuerdos su partido perdería la alcaldía en favor de un gobierno de los Populares en minoría. Sin embargo, apoyó la investidura de la candidata de CxG, María Xosé Alfonso, lo cual no estaba previsto.
En las elecciones del 2019 repitió los mismos resultados con respecto al 2015 aunque esta vez no decidió apoyar a la candidata de Compromiso por Galicia, como había hecho cuatro años antes, ante tal situación resultó investida alcaldesa Inés Monteagudo Romero por el Partido Popular. 
| Predecesor: Celestino Formoso | Alcaldesa de Muros 2004-2007 | Sucesor: Domingos Dosil Cubelo |

| Predecesor: Domingos Dosil Cubelo | Alcaldesa de Muros 2011-2015 | Sucesor: María Xosé Alfonso |